# Fujiwara no Motozane
Fujiwara no Motozane va ser un aristòcrata i poeta a mitjans del període Heian. Va ser el tercer fill de Fujiwara no Kiyokuni, el governador de Kai, i del llinatge Kose Maro del clan Fujiwara del Sud. El seu rang oficial era el Cinquè rang, Tanba no Suke. Un dels trenta-sis poetes immortals.

## Biografia
El 935, va ser nomenat Kaga no Jō, i després de servir com a Genba no Mune i Shuri no Shoshin, se li va concedir el rang de Jugoi (cinquè rang junior) el 961. El 966, va ser nomenat Tanba no Suke.
Va presentar els seus poemes a concursos de poesia com el Concurs de poesia de la Cort Imperial i el Concurs de poesia del Palau Imperial, i va ser seleccionada per als quinze primers concursos de poesia. Vint-i-set dels seus poemes van ser recollits en antologies imperials, inclòs Goshui Wakashu (8 poemes). La seva col·lecció familiar de poemes inclou el Genshinshu.
El Motozaneshu és una col·lecció privada d'escrits de Fujiwara no Motozane. Es creu que totes les versions existents descendeixen del mateix avantpassat. Es divideixen en quatre categories: 1) versió de Nishi Honganji (337 poemes), 2) edició Shoho (335 poemes), 3) versió que es diu escrita per Shunzei (335 poemes) i 4) edició dels arxius de la casa imperial i del departament de Mausolea (337 poemes). El contingut es divideix en dues parts: la primera meitat són principalment cançons públiques, com ara byobu uta (cançons de pantalla plegable) i utaawase (cançons de poemes al costat ), i la segona meitat són principalment cançons privades com cançons d'amor i cançons diverses.

## Carrera oficial
Segons "La biografia de trenta-sis poetes immortals".
- Febrer 935: Kaga no Jō
- Desembre 940: Genba Masataka
- Tenkei 8è any (945) Octubre: Genba Daigen
- Març 952: Reparacions
- 7 de gener de 961 (5è any de Tentoku)
- 27 de gener de 966: Tanba no Suke

## Genealogia
- Pare: Fujiwara Kiyotaka
- Mare: Filla de Kinatora[3]
- Esposa: Desconeguda